# Социальная пенсия
Социальная пенсия — государственная денежная выплата (разновидность государственной пенсии), носящая регулярный социальный характер, которая выплачивается всем гражданам страны вне зависимости от социального положения, пола и расы:
- 1. По достижении установленного государством нетрудоспособного возраста (социальная пенсия по старости), которая назначается даже если у гражданина нет подтверждённого трудового стажа или его недостаточно для назначения трудовой пенсии;
- 2. При инвалидизации (социальная пенсия по инвалидности);
- 3. Детям, родители которых неизвестны (сироты);
- 4. Детям, потерявшим кормильца (детские пособия по потере кормильца).

## История возникновения и развития социальной пенсии
Изначально пенсия не являлась социальной, государственные денежные пособия выплачивалась только привилегированным группам общества (высшая военная знать, дворянство, аристократия, священство, чиновничество, «белые» в США), была вроде некой кастовой привилегии или награды государственных служащих. К примеру, у римских демобилизованных легионеров было право на получение регулярных выплат, что подчеркивало их значимость и демонстрировало обществу их заслуги перед страной. Со временем, в период обострения борьбы рабочего класса и неимущих слоёв населения за свои права, государственные выплаты получили всеобщий социальный характер.
Впервые принципы социальной пенсии был сформулированы в программе РСДРП (б) в течение 1917 года.
«…В интересах охраны рабочего класса от физического
и нравственного вырождения, а также и в интересах
развития его способности к освободительной борьбе, партия требует:
…8. Полного социального страхования рабочих:
а) для всех видов наемного труда;

б) для всех видов потерь трудоспособности, именно:
от болезней, увечья, инвалидности, старости, профессиональных болезней, материнства, вдовства и сиротства, а также безработицы и др.;

в) полного самоуправления застрахованных во всех
страховых учреждениях;

г) оплаты расходов по страхованию за счет капиталистов;

д) бесплатной медицинской и лекарственной помощи
с передачей медицинского дела в руки самоуправляющихся больничных касс, избираемых рабочими…».
Массовое и универсальное пенсионное обеспечение впервые появилось в Германии в 1889 году, в Дании в 1891 году, в Великобритании в 1908 году, во Франции в 1910 году, oно подразумевало увязку размеров пенсий с размерами страховых взносов и зарплаты застрахованных работников, обязательное пенсионное страхование работников наёмного труда от старости, инвалидности и утраты кормильца. Всеобщее пенсионное страхование было впервые законодательно введено в Швеции в 1913 году.
США впервые ввело закон о подобном государственном обеспечении примерно в 1930-х годах. В России выплаты пожилым людям появились только в 1956 году

## Социальная пенсия в России

### История социальных пенсий в РСФСР/СССР
1917 год — в программе РСДРП(б) сформулировано понятие социальной пенсии.
1917 год — постановление «О выдаче процентных надбавок к пенсиям военно-увечных».
1918 год — постановление «Об утверждении Положения о социальном обеспечении трудящихся».
1922 год. Базовым документом, носящим системный
характер, закрепляющим определённую классификацию социальных пособий, стал «Кодекс законов о труде
РСФСР».
В 1924 году введено пенсионное обеспечение за выслугу лет для научных работников и преподавателей вузов.
В 1925 году установлены пенсии за выслугу лет для учителей городских и
сельских школ. Размеры пенсий зависели от уровня заработка, условий труда,
состава семьи.
В 1930 году принято «Положение о пенсиях и пособиях по социальному страхованию».

### Социальная пенсия в современной России
Согласно Федеральному закону «О государственном пенсионном обеспечении в Российской Федерации» социальная пенсия назначается нетрудоспособным гражданам, постоянно проживающим в Российской Федерации, не имеющим права на трудовую пенсию. Такие пенсии назначаются по достижении, установленного государством нетрудоспособного возраста, если у человека нет подтверждённого трудового стажа или его недостаточно для назначения трудовой пенсии.
Возраст назначения социальной пенсии по старости — на пять лет выше трудовой. После окончания начатой в 2019 году пенсионной реформы возраст выхода на социальную пенсию в России составит 65 лет для женщин и 70 лет для мужчин. Переходный период на такую пенсию, затрагивает мужчин (женщин) 1954—1958 (1959—1963) годов рождения. Мужчины (женщины), родившиеся в 1954 (1959) году, смогут получать социальную пенсию с возраста 65,5 (60,5) лет, то есть со второй половины 2019 г. или с первой половины 2020 г.. Лица 1955 (1960) г.р. обретут право на социальную пенсию в 66,5 (61,5) лет, 1956 (1961) г.р. — в 68 (63) лет, 1957 (1962) г.р. — в 69 (64) лет, а родившиеся позднее — в 65 лет — женщины, и в 70 лет — мужчины.
Также, в России на социальную пенсию имеют право инвалиды, дети, потерявшие кормильца, дети, родители которых неизвестны, иностранные граждане, проживающие в России и лица без гражданства.
Социальные пенсии подлежат ежегодной индексации. Происходит это через умножение текущей выплаты на коэффициент, который установлен Постановлением Правительства. 1 апреля является общепринятой датой индексации. Средний размер социальной пенсии с апреля 2019 года увеличился до 9266 рублей.

## История социальных пенсий в США
Программа «социального страхования» (аналога социальной пенсии) появилась во времена Великой Депрессии 1930 — х годов, когда бедность и голод среди безработных, детей и пожилых людей превысили 50 % и крупные корпорации во главе с правительством Гувера начали массово расстреливать голодные бунты — расстрел в Детройте, Расстрел «бонусной армии» в Вашингтоне и т. д. Программа «социального страхования» была попыткой защитить белое население страны от голодной старости, инвалидности, бедности, безработицы и бремени вдовы с детьми.
Закон о «социальном страховании» был принят к рассмотрению в Конгрессе 17 января 1935 года.
Противники, однако, порицали это предложение как социализм и блокировали программу. В 1935 году в слушаниях финансового комитета Сената, сенатор Томас Гор спрашивал министра труда Фрэнсис Перкинс: «Разве это не социализм? Не является ли это шагом к социализму?».
Противники утверждали, что «социальное страхование» приведет к массовому контролю правительства. Республиканский конгрессмен из Нью-Йорка, например, говорил: «..плеть диктатора будет ощущаться, и 25 миллионов бесплатных американских граждан будут впервые представлять себя к испытанию по отпечаткам пальцев…».
Другой нью-йоркский конгрессмен выразился так: «…Законопроект открывает дверь и приглашает вход в политическое поле — новой власти, столь обширной, настолько сильный, чтобы поставит под угрозу целостность наших институтов и потянет столбы нашего храма вниз на головы наших потомков…». Сенатор-республиканец от штата Делавэр утверждал, что «социальное страхование» бедных будет «концом истории великой страны и доведёт свой народ до уровня средней Европы».
Но несмотря на то, что часть демократов и практически каждый республиканец в Конгрессе был категорически против «социального страхования», Рузвельт помешал им контролировать дебаты.
Президент ожидал такие аргументы и ответил перед публикой, когда оппозиция вышла из-под контроля: «Несколько робких людей, которые боятся прогресса, будет пытаться дать нам новые и странные имена для того, что мы делаем… Иногда они называют это „фашизм“, иногда „коммунизм“, иногда „социализм“… Но, при этом, они пытаются сделать очень сложным в теории то, что на самом деле очень просто и очень практично… Я считаю, что то, что мы делаем сегодня является необходимым условием того, что американцы всегда делали — это выполнение старых и проверенных американских идеалов… Никто не может гарантировать этой стране защиту от опасностей будущих депрессий, но мы можем уменьшить эти опасности.. Этот план экономической безопасности является одновременно мерой профилактики и методом облегчения. Мы платим сейчас за ужасное следствие экономическая нестабильности — и дорого.. В этом плане представлено более справедливые и бесконечно менее дорогие способы удовлетворения этих расходов, мы не можем позволить себе пренебрегать простым долгом перед нами, я настоятельно рекомендую действовать…».
Конгресс рассмотрел и принял программу — 37-страничный «Закон о социальном страховании» был подписан президентом Франклином Рузвельтом 14 августа 1935 года.
Постоянные текущие ежемесячные выплаты бедным слоям белых американцев началась в январе 1940 года.
Положения «социального страхования» неоднократно менялись и дополнялись с 1935 года, реагируя в ответ на экономические и политические проблемы.

#### Положение прав коренных и чернокожих американцев в программе «социального страхования»

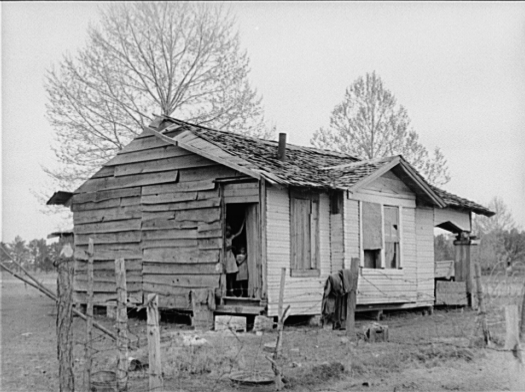
Хижина сельскохозяйственных рабочих в Техасе (Гувервилль)

Афроамериканцы и индейцы, кроме проблем, связанных с экономическим кризисом, были вынуждены иметь дело также с расизмом американского общества, дискриминацией по расовому признаку и расовой сегрегацией. Многие политические лидеры, включая супругу президента Рузвельта, Элеонору Рузвельт, пытались распространить на них действие правительственных программ помощи бедным, но безуспешно — так как речи об отмене расовой сегрегации или законов Джима Кроу в южных штатах не шло, то в итоге пенсионные программы на них не распространялись вообще. В связи чем, лишь с обострением борьбы чернокожих и цветных в 60х-70-х годах XX века за свои права можно назвать началом зарождения социальной пенсии в США, без разделения общества на привилегированные и непривилегированные расовые касты.